# Detmold
Pour les articles homonymes, voir Detmold (homonymie).
Detmold (en allemand : /ˈdɛtmɔlt/,,, ? Écouter [Fiche]) est une ville allemande du land de Rhénanie-du-Nord-Westphalie, chef-lieu du district de Detmold et de l'arrondissement de Lippe. Cette ville, qui est surnommée « la Merveilleuse »[réf. nécessaire], compte environ 75 000 habitants, ce qui en fait la plus grande ville de l'arrondissement de Lippe.
Entre 1468 et 1918, Detmold est la ville de résidence des seigneurs, comtes et princes de Lippe. A la chute de la monarchie, elle devient la capitale de l'État libre de Lippe, qui existera jusqu'en 1947 avant d'être intégré au land de Rhénanie-du-Nord-Westphalie.
On y trouve un château de la Renaissance allemande : le château de Detmold, et l'écomusée le plus vaste d'Allemagne, le musée de plein air de Detmold. Detmold est également le siège de l’association allemande des auberges de jeunesse.
Non loin de Detmold se trouve le monument d'Hermann (Hermannsdenkmal).

## Histoire
| Appartenances historiques Seigneurie de Lippe 1260–1528 Comté de Lippe 1528–1613 Comté de Lippe-Detmold 1613–1789 Principauté de Lippe 1789–1918 Empire allemand 1871–1918 République de Weimar 1918–1933 Reich allemand 1933–1945 Allemagne occupée 1945–1949 Allemagne de l'Ouest 1949–1990 Allemagne 1990–présent |

- Fondée vers 1260
- En 1613, le comté de Lippe est divisé en Lippe-Detmold, Lippe-Brake (éteint en 1709) et Lippe-Schaumbourg.
- En 1720, les comtes de Lippe-Detmold obtiennent le titre de prince du Saint-Empire.
- En 1807, à l'occasion de la constitution du royaume de Westphalie, la souveraineté du territoire est explicitement confirmée par Napoléon.
- En 1905, à l'extinction de la ligne régnante, la principauté de Lippe-Detmold passe à la branche collatérale des comtes de Maison de Lippe-Biesterfeld-Biesterfeld.
- Château de la Renaissance, jusqu'en 1918 résidence des princes de Lippe qui confièrent à Brahms la direction de la musique à la cour.

## Géographie
Detmold se trouve au cœur de l'Allemagne et à deux pas de la Forêt de Teutberg.

## Jumelages
La ville de Detmold est jumelée avec :
- Hasselt (Belgique) depuis le 6 mai 1976
- Saint-Omer (France) depuis le 29 juin 1969
- Savonlinna (Finlande) depuis le 22 mai 2003
- Zeitz (Allemagne) depuis le 18 août 1990
- Oraiokastro (Grèce) depuis le 15 juin 2013

Detmold a aussi signé des traités d'amitié avec :
- Vérone (Italie) depuis le 25 mai 2006

## Monuments

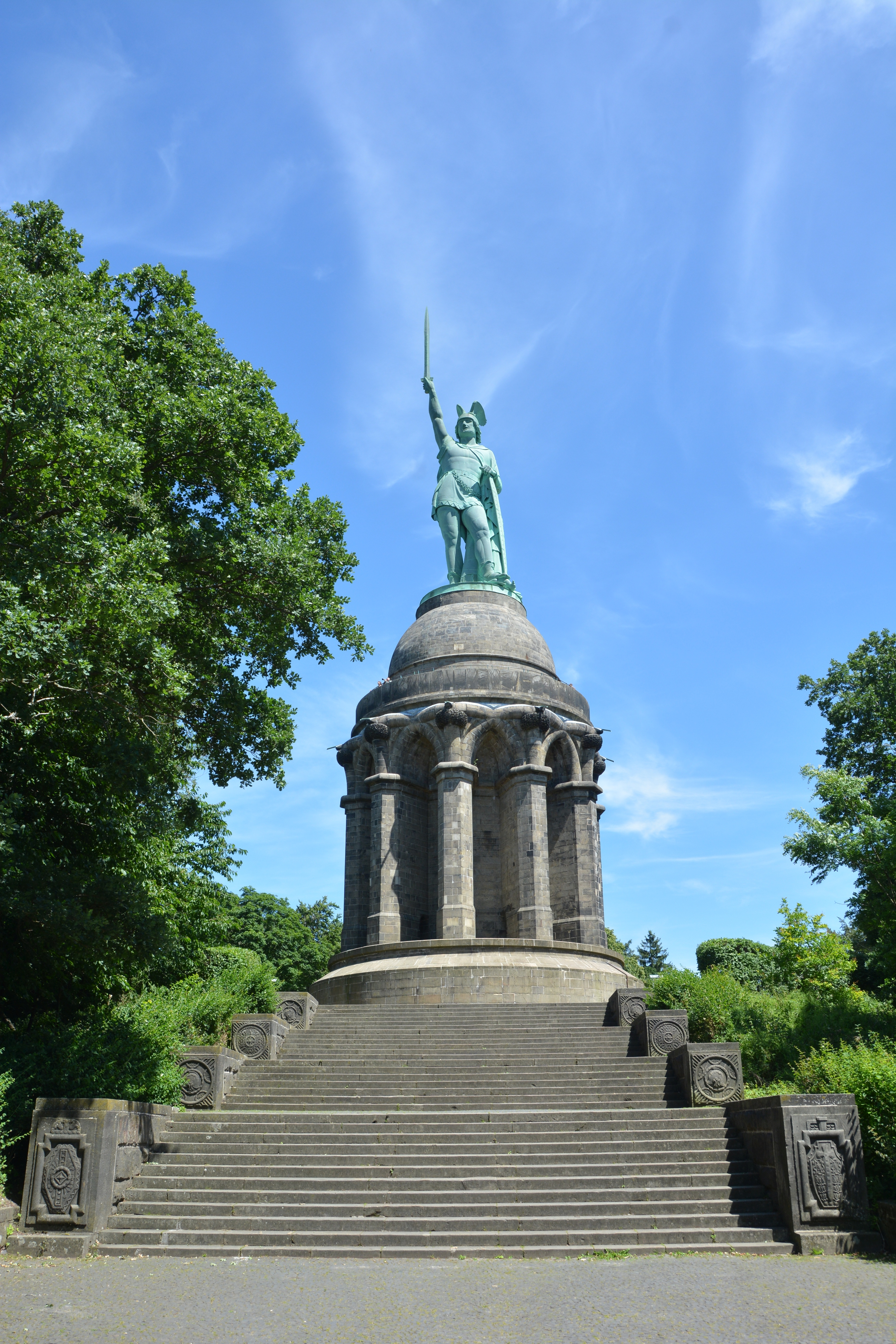
Monument d'Hermann - Hermannsdenkmal.

- Le monument d'Hermann (Hermannsdenkmal)
- Le château de Detmold
- Théâtre
- Le plus grand musée en plein air d'Allemagne
- La Hochschule für Musik Detmold, et notamment l'école d'ingénieurs du son Erh-Thienhaus-Institut

## Personnalités liées à Detmold

### Naissance à Detmold
- Friedrich Adolph Lampe (1683-1729), théologien calviniste.
- Leopold Zunz (1794–1886), intellectuel juif, militant et précurseur de l'émancipation des juifs en Allemagne.
- Christian Dietrich Grabbe (1801–1836), poète.
- Ferdinand Freiligrath (1810–1876), écrivain et poète.
- Manfred Fuhrmann (né en 1925), philologue.
- Hans Ottomeyer (né en 1946), historien de l'art, directeur du Musée historique allemand à Berlin.
- Iris Berben (née en 1950), actrice.
- Frank-Walter Steinmeier (né en 1956), homme politique engagé au SPD, et 12e président de la République fédérale d'Allemagne.
- Andreas Voßkuhle (né en 1963), président de la cour constitutionnelle fédérale allemande.
- Ludger Beerbaum (né en 1963), quadruple champion olympique d'équitation.

### Ayant vécu ou travaillé à Detmold
- Albert Lortzing (1801–1851), compositeur.
- Johannes Brahms (1833–1897), compositeur.
- Hanne-Nüte Kämmerer (1903-1981), artiste textile
- Thomas Quasthoff (né en 1959), chanteur classique.